# Équipe du Kosovo espoirs de football
Maillots
L’équipe du Kosovo de football espoirs est une équipe représentant le Kosovo. Elle est contrôlée par la Fédération du Kosovo de football. 
Cette sélection est membre de la FIFA et de l'UEFA depuis mai 2016.

## Effectif actuel
Les joueurs suivants ont été appelés pour disputer un match pour les qualifications de l'EURO Espoirs 2025 face à la Bulgarie le 17 octobre 2023.
Gardiens
- Altin Gjokaj
- Eron Isufi

Défenseurs
- Rejan Thaçi
- Valon Zumberi
- Andi Hoti
- Egzon Rexhaj
- Amar Gërxhaliu
- Rion Zejnullahu

Milieux
- Milot Avdyli
- Art Smakaj
- Altin Kryeziu
- Arian Llugiqi
- Redon Ismaili
- Besfort Zeneli
- Arbnor Hasani
- Etnik Brruti
- Adem Podrimaj

Attaquants
- Veton Tusha
- Ardit Tahiri
- Behar Neziri

Entraîneur
- Afrim Tovërlani